# 瓦齊爾汗
哈基姆·謝赫·伊拉姆-烏德-丁·安薩里（Hakeem Shaikh Ilam-ud-din Ansari，卒於1641年），通稱瓦齊爾汗（Wazir Khan），是一名蒙兀兒帝國的行政官員，他在1631年至1639年期間擔任拉合爾蘇巴的蘇巴達爾，並兩度被任命為阿格拉蘇巴的蘇巴達爾。蒙兀兒帝國第五任皇帝沙賈汗繼承皇位後，瓦齊爾汗曾短暫擔任過大維齊爾一職。